# Cremospermopsis parviflora
Cremospermopsis parviflora là một loài thực vật có hoa trong họ Tai voi. Loài này được L.E.Skog & L.P.Kvist mô tả khoa học đầu tiên năm 2002.